# Sons-et-Ronchères
Sons-et-Ronchères är en kommun i departementet Aisne i regionen Hauts-de-France i norra Frankrike. Kommunen ligger  i kantonen Marle som ligger i arrondissementet Laon. År 2022 hade Sons-et-Ronchères 207 invånare.

## Befolkningsutveckling
Antalet invånare i kommunen Sons-et-Ronchères
Referens: INSEE